# Ready Reserve Force
La Ready Reserve Force (RRF) è un programma dell'Amministrazione marittima degli Stati Uniti d'America, stabilito per sostenere il rapido dispiegamento delle forze armate americane.

## Storia
Il programma fu costituito nel 1976 come un sottoprogramma della Flotta di riserva di difesa nazionale. Come elemento chiave del trasporto strategico del Dipartimento della Difesa, l'RRF effettua principalmente il trasporto di equipaggiamento per le unita dell'U.S. Army e gli U.S. Marines, l'equipaggiamento di supporto da combattimento e l'approvvigionamento iniziale durante il periodo critico prima che  possano essere schierate le navi commerciali. Esso provvede a quasi la metà della capacità di trasporto marittimo governativo.

## Organizzazione
- 27 Navi cargo Ro-Ro

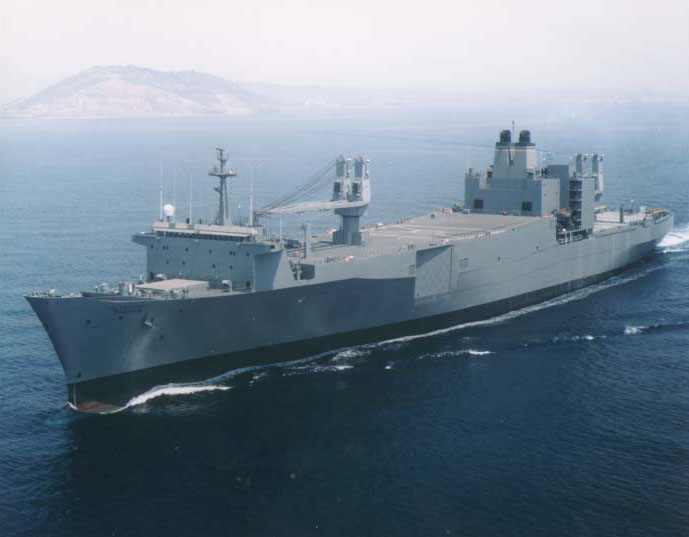
SS Regulus

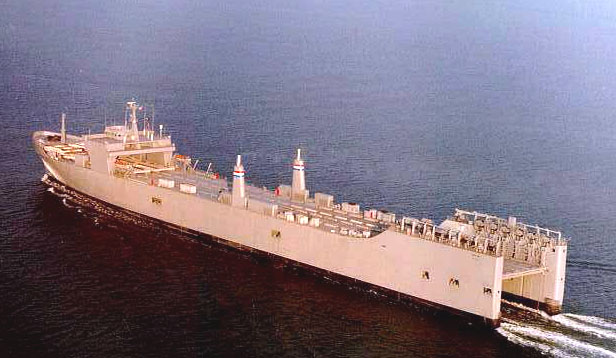
SS Cape May

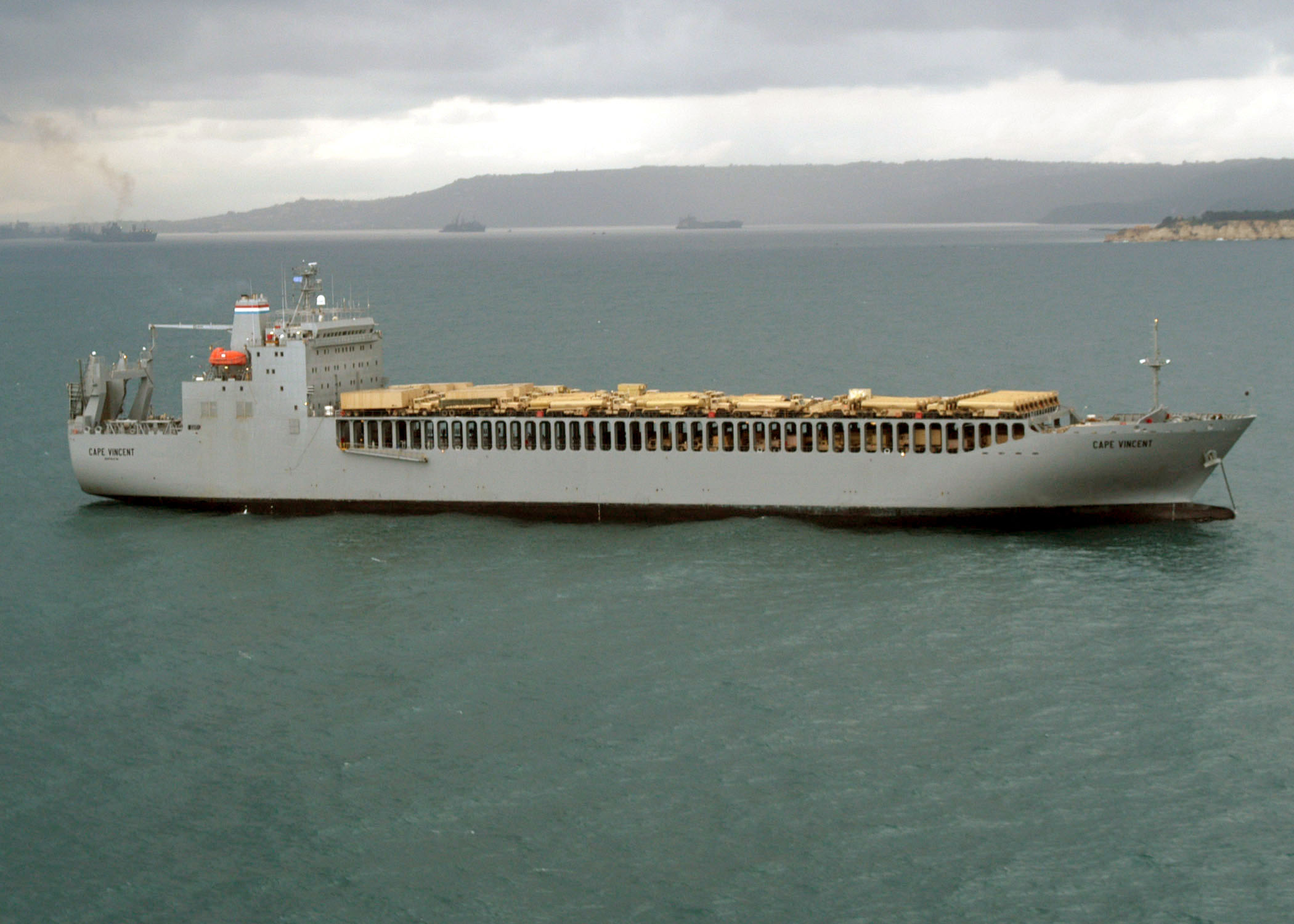
SS Cape Vincent

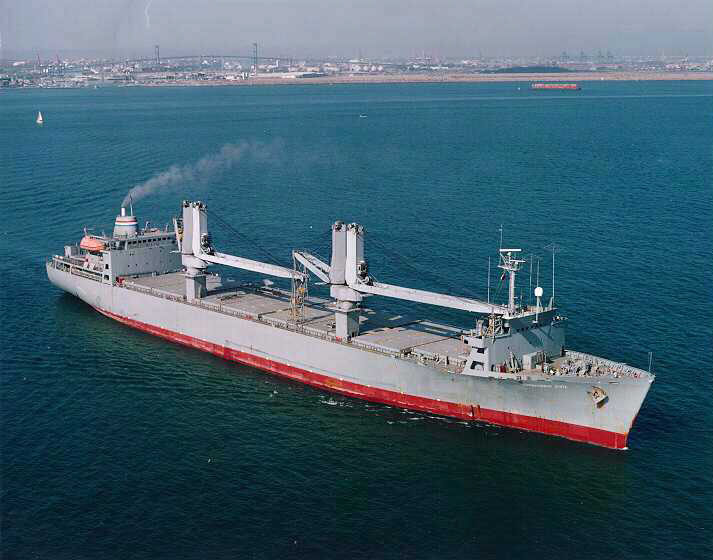
SS Cornhusker State

  - GTS ADM William Callaghan (T-AKR 1001)
  - MV Cape Decision (T-AKR 5054)
  - MV Cape Diamond (T-AKR 5055)
  - MV Cape Domingo (T-AKR 5053)
  - MV Cape Douglas (T-AKR 5052)
  - MV Cape Ducato (T-AKR 5051)
  - MV Cape Edmont (T-AKR 5069)
  - MV Cape Henry (T-AKR 5067)
  - MV Cape Horn (T-AKR 5068)
  - MV Cape Hudson (T-AKR 5066)
  - MV Cape Inscription (T-AKR 5076)
  - MV Cape Intrepid (T-AKR 11)
  - MV Cape Isabel (T-AKR 5062)
  - MV Cape Island (T-AKR 10)
  - MV Cape Kennedy (T-AKR 5083)
  - MV Cape Knox (T-AKR 5082)
  - MV Cape Orlando (T-AKR 2044)
  - MV Cape Race  (T-AKR 9960)
  - MV Cape Ray  (T-AKR 9979)
  - MV Cape Rise (T-AKR 9978)
  - MV Cape Taylor (T-AKR 113)
  - MV Cape Texas (T-AKR 112)
  - MV Cape Trinity (T-AKR 9711)
  - MV Cape Victory (T-AKR 9701)
  - MV Cape Vincent (T-AKR 9666)
  - MV Cape Washington (T-AKR 9961)
  - MV Cape Wrath (T-AKR 9962)
- 8 Navi da carico marittimo veloci
  - SS Algol (T-AKR 287)
  - SS Altair (T-AKR 291)
  - SS Antares (T-AKR 294)
  - SS Bellatrix (T-AKR 288)
  - SS Capella (T-AKR 293)
  - SS Denebola (T-AKR 289)
  - SS Pollux (T-AKR 290)
  - SS Regulus (T-AKR 292)
- 6 Navi Gru ausiliarie
  - SS Keystone State (T-ACS 1)
  - SS Gem State (T-ACS 2)
  - SS Grand Canyon State (T-ACS 3)
  - SS Gopher State (T-ACS 4)
  - SS Flickertail State (T-ACS 5)
  - SS Cornhusker State (T-ACS 6)
- 2 Navi Manutenzione per l'Aviazione
  - SS Wright (T-AVB 3)
  - SS Curtiss (T-AVB 4)
- 2 Navi da carico pesante
  - SS Cape May (T-AKR 5063)
  - SS Cape Mohican (T-AKR 5065)
- 1 Nave petroliera OPDS 4 - SS Petersburg (T-AOT 9101)
- 2 Navi per la sorveglianza di lanci missilistici
  - MV Pacific Collector (XTR 2)
  - SS Pacific Tracker (XTR 1)
- 8 Navi addestramento
  - TS Empire State
  - TS Kennedy
  - TS Golden Bear
  - TS State of Maine
  - TS State of Michigan
  - T/V General Rudder
  - T/V Kings Pointer

## Dislocazione
Attualmente, al 22 dicembre 2017, le navi sono ormeggiate nei seguenti porti. La loro disponibilità è 5-10 giorni dalla notifica di attivazione da parte del Dipartimento della Difesa:
- Washington:
  - Tacoma -2 Navi cargo
- California:
  - Suisun Bay - 1 Petroliera
  - San Francisco - 5 Navi Cargo
  - Alameda - 2 Navi Cargo e 3 Navi Gru Ausiliarie
  - Oakland - 1 Nave da Carico pesante
  - Long Beach - 2 Navi Cargo
  - San Diego - Nave manutenzione
- Texas
  - Beaumont - 3 Navi Cargo
  - MARAD Layberth Facility - 4 Navi Cargo
- Louisiana
  - Marrero - 2 Navi Cargo
  - New Orleans - 2 Navi Cargo
- Carolina del Sud
  - Joint Base Charleston - 6 Navi Cargo
- Virginia
  - Norfolk - 1 Nave da Carico pesante
  - Portsmouth - 3 Navi Cargo
  - Newport News - 3 Navi Gru ausiliarie
- Maryland
  - Baltimora - 4 Navi Cargo
- Pennsylvania
  - Filadelfia - 1 Nave manutenzione

## Collegamenti
Pagina del RRF sul sito della Marina Mercantile Americana